# 台风姬罗莉亚 (1963年)
颱風姬羅莉亞（英語：Typhoon Gloria，國際編號：6314，中國大陸編號：6312，聯合颱風警報中心：14W，菲律賓大氣地球物理和天文管理局：Oniang）是1963年太平洋颱風季中的一個熱帶氣旋。葛樂禮形成後向西北方向前進，對臺灣和中國大陸等地造成了嚴重的影響。
葛樂禮颱風是標準的「西北颱」，西北颱不論在強風或豪雨都是威力驚人。葛樂禮颱風除了造成全臺相當慘重的災情外，也讓臺灣人民對於往後的「西北颱」可謂聞之色變。

## 發展過程
1963年9月初，正當費依颱風通過巴士海峽時，在關島西方近海有一擾動正在醞釀。隨著費依颱風進入南海，關島附近的擾動也增強成為輕度颱風，9/6早上8時命名為「葛樂禮」。1963年9月6日，姬羅莉亞在關島西北方的海面上生成，初向西行，並迅速發展。7日轉為西北西行進。9日台灣各地風雨漸增。10日凌晨，暴風半徑已到達台灣東海岸。11日從台灣基隆北海岸擦肩而過後續以西北方向前進，強度減弱，12日在中國福建福州市連江縣筱埕鎮登陸。

## 影響

### 臺灣

#### 當地發布之最高颱風警特報
當地發出最高颱風警告：海上陸上颱風警報
9月10日傍晚，「臺灣省氣象所」發佈颱風警報單指出，葛樂禮將偏北移動。

#### 經過
9月9日凌晨兩點，台灣北部東北部東部地區受葛樂禮颱風外圍環流影響，逐漸出現陣雨。
9月10日早上到下午間，颱風的行進方向偏西北到北北西，讓當時的「臺灣省氣象所」（交通部中央氣象局前身）認為葛樂禮將被北方槽線所牽引。
9月10日下午兩點，葛樂禮颱風此時中心距離花蓮東方僅剩350公里左右。
9月10日傍晚，「臺灣省氣象所」發佈颱風警報單指出，葛樂禮將偏北移動，不料北方槽線並不夠深，無法導引葛樂禮北上。
9月10日晚上八點，葛樂禮已經來到宜蘭東方不到300公里海面上，並轉向西北西移動。
9月11日，葛樂禮侵襲台灣北部，豪雨如注。
9月12日，颱風中心行至彭佳嶼附近，造成台灣中北部嚴重的水患，溪流氾濫。

#### 災情
台灣受颱風葛樂禮風向影響，颱風掠過宜蘭、臺北等地區，造成北部地區相當大的豪雨。由於雨量太大及正值漲潮期，並由於排水系統過於老舊，再加上原來可以含水的地區正在蓋起大樓，導致大雨無處宣洩，積水非常嚴重，雖增加抽水站仍緩不濟急，加上石門水庫洩洪，造成台北盆地大淹水，整個大台北地區包括三重、蘆洲等地頓成澤國，整個大台北地區在水裡泡了三天三夜，尤以臺北市大同區最為慘重，台北市日新國小附近的淹水達一樓深。
台北縣則以板橋浮洲里婦聯一、二村淹水最為嚴重。
全台共有224人死亡、450人受傷及88人失蹤，房屋全倒者計13,950戶，半倒者計10,783戶，農林漁牧、交通產業與民眾財產等損失，總計高達新臺幣14億元以上。

#### 統計
甫落成的石門水庫緊急採取洩洪措施，洩洪速率高達每秒一萬立方公尺左右。
這次是石門水庫正式竣工的首度洩洪，根據水庫管理統計，洩洪量為五億七千四百餘萬立方公尺。

#### 後期研究
根據後來的研究和統計，葛樂禮颱風之所以會為台灣帶來如此嚴重的災情，主要是破紀錄的降雨量。
氣象資料顯示，當葛樂禮從9月9日到12日過境台灣期間，雨量最大集中地有兩個區域，一為淡水河、頭前溪及後龍溪上游，四天的總雨量在1,700到1,800公釐之間，影響範圍更及於大安溪和大甲溪上游；另一個區域則為阿里山區，總雨量約1,500公釐。
至於台北與桃園之間，總雨量雖然只有400公釐左右，但因大屯山區有一處降雨量超過1,000公釐的中心，加上淡水河上游大漢溪降下暴雨，水流匯合才會導致氾濫成災，加上當時市區排水能力不足。

### 中国大陆
中國大陸浙江、上海等部份地區則因暴雨造成188人丧生。

## 後續檢討

### 臺灣
葛樂禮風災後，政府及民眾也從葛樂禮風災及水患後開始重新檢討各項防風防洪的建設工作。例如，在葛樂禮颱風來襲時造成極大損失的社子島，雖然自古以來便飽受水患之害，但直到被葛樂禮重創之後，才引發幾項重大的變遷措施，例如基隆河截彎取直工程。1964年開始，將基隆河舊河道（即現在士林區公所所在的基河路）填平，另闢目前較直的新河道。兩地之間則新築了現在的百齡橋。
葛樂禮風災後，政府有關單位認為水患係因關渡門過窄宣洩不及所致，遂於1964年進行拓寬淡水河道工程，將淡水河流出臺北盆地出口處西側的象鼻、獅子頭等隘口炸毀。

### 中国大陆
無資料。

## 外部連結
- YouTube上的葛樂禮颱風過境 本省北部受災（1963）（中文）